# 韋龍河
46°39′20″N 6°29′37″E / 46.655555°N 6.49373°E

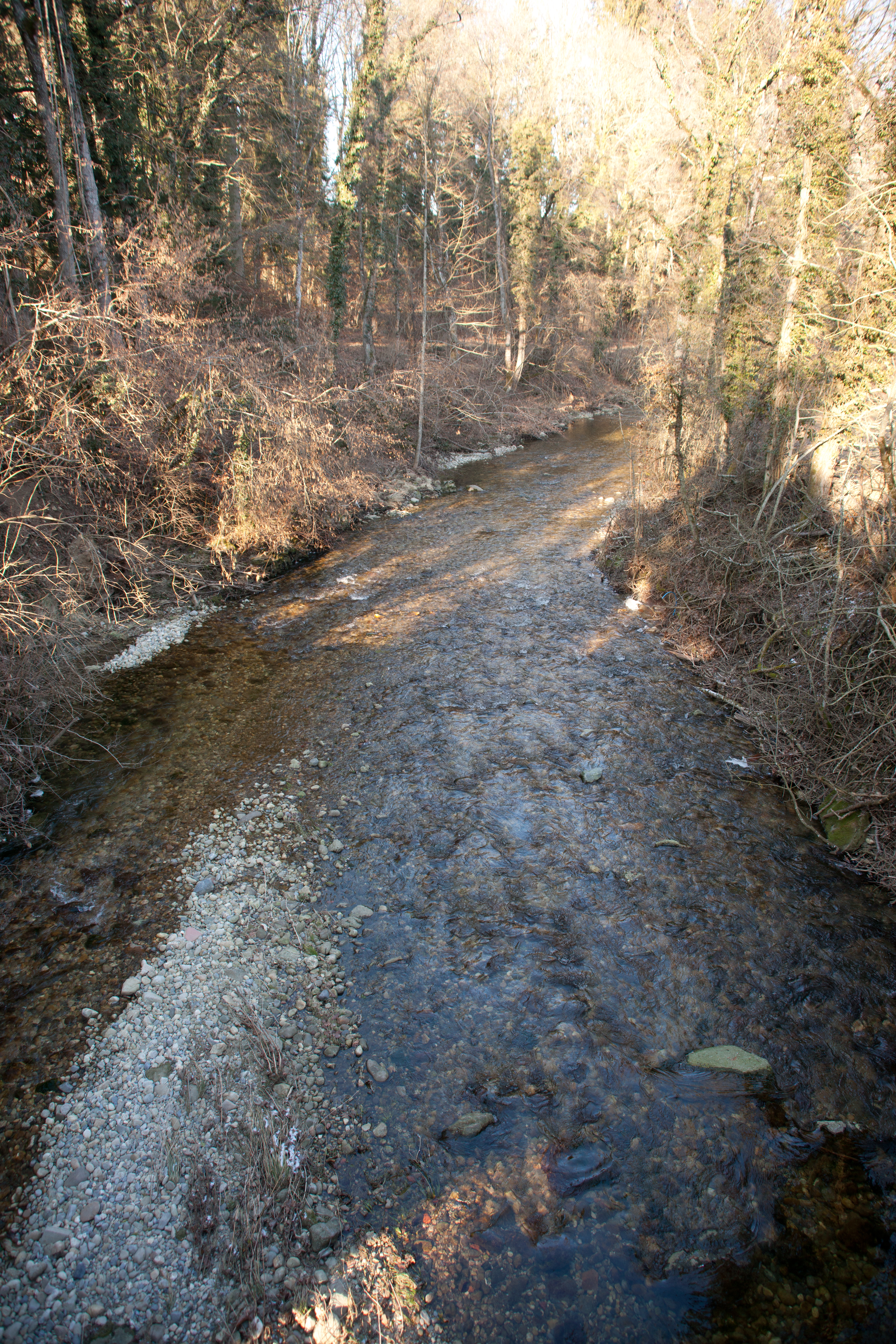

韋龍河是瑞士的河流，位於該國西部，流經沃州，屬於韋諾日河的右支流，河道全長23.5公里，流域面積81.8平方公里，發源自比耶爾以北，河口處在拉薩拉。